# Liste der Kulturdenkmäler in Niersbach
In der Liste der Kulturdenkmäler in Niersbach sind alle Kulturdenkmäler der rheinland-pfälzischen Ortsgemeinde Niersbach einschließlich des Ortsteils Greverath aufgeführt. Grundlage ist die Denkmalliste des Landes Rheinland-Pfalz (Stand: 10. August 2023).

## Einzeldenkmäler
| Bezeichnung                           | Lage                                                                  | Baujahr                  | Beschreibung                                                                               | Bild                           |
| ------------------------------------- | --------------------------------------------------------------------- | ------------------------ | ------------------------------------------------------------------------------------------ | ------------------------------ |
| Wegekreuz                             | Niersbach, Im Hüttenberg, Ecke Töpferstraße Lage                      | 1852                     | Schaftkreuz, klassizistisch, bezeichnet 1852                                               | BW                             |
| Hofanlage                             | Niersbach, Im Hüttenberg 6 Lage                                       | 19. Jahrhundert          | Streckhof, 19. Jahrhundert, altes Hofpflaster                                              | BW                             |
| Krugbackofen                          | Niersbach, Im Hüttenberg, bei Nr. 14 Lage                             | 19. Jahrhundert          | ehemaliger Krugbackofen, wohl aus dem 19. Jahrhundert                                      | BW                             |
| Wegekreuz                             | Niersbach, Im Spanischen, Ecke Töpferstraße Lage                      | 1815                     | nachbarockes Schaftkreuz, bezeichnet 1815                                                  | BW                             |
| Katholische Filialkirche St. Bernhard | Niersbach, Töpferstraße 11 Lage                                       | 1793                     | zweiachsiger Saalbau, bezeichnet 1808; barockes Schaftkreuz, Rotsandstein, bezeichnet 1793 | weitere Bilder Fotos hochladen |
| Quereinhaus                           | Niersbach, Töpferstraße 29 Lage                                       | 1815                     | Quereinhaus, bezeichnet 1815, altes Hofpflaster                                            | BW                             |
| Wohnhaus                              | Niersbach, Töpferstraße 41 Lage                                       |                          | Wohnhaus mit barockem Eingang                                                              | BW                             |
| Krugbackofen                          | Niersbach, Töpferstraße, zu Nr. 43 Lage                               | 19. Jahrhundert          | ehemaliger Krugbackofen, wohl aus dem 19. Jahrhundert                                      | BW                             |
| Wegekreuz                             | Niersbach, nördlich des Ortes an der L 49 Lage                        | 1838                     | Schaftkreuz, Rotsandstein, bezeichnet 1838                                                 | BW                             |
| Wegekreuz                             | Niersbach, südlich des Ortes Lage                                     | 1661                     | Schaftkreuz, Rotsandstein, bezeichnet 1661                                                 | Fotos hochladen                |
| Bildstock                             | Niersbach, Wenzelhausen Lage                                          | 1780                     | barocker Kreuzigungsbildstock, Rotsandstein, bezeichnet 1780                               | BW                             |
| Quereinhaus                           | Niersbach, Wenzelhausen Lage                                          | 19. Jahrhundert          | Quereinhaus; Krüppelwalmdachbau, bezeichnet 18[xx]                                         | BW                             |
| Franzosenkreuz                        | Greverath, Hubertusstraße, bei Nr. 5 Lage                             | 1815                     | Schaftkreuz, Rotsandstein, bezeichnet 1815                                                 | BW                             |
| Katholische Filialkirche St. Hubertus | Greverath, Hubertusstraße 9 Lage                                      | 1860                     | kleiner Bruchsteinsaal, 1860                                                               | BW                             |
| Wegekreuz                             | Greverath, Lindenstraße, bei Nr. 14 Lage                              | 1701                     | Vollnischenkreuz mit Pietàrelief, angeblich ehemals bezeichnet 1701                        | BW                             |
| Wegekreuz                             | Greverath, nördlich des Ortes gegenüber dem Eingang zum Friedhof Lage | 1779                     | barockes Schaftkreuz, Rotsandstein, bezeichnet 1779                                        | BW                             |
| Wegekreuz                             | Greverath, südlich des Ortes am Gladbach im Wald Lage                 | 1840                     | Pfeilerkreuz, bezeichnet 1840                                                              | BW                             |
| Wegekreuz                             | Greverath, südlich des Ortes am Wasserhochbehälter Lage               | 1760                     | barockes Wegekreuz vom Sefferner Typ, Rotsandstein, bezeichnet 1760                        | BW                             |
| Wegekreuz                             | Greverath, südöstlich des Ortes am Sauerberg im Wald Lage             | 18. Jahrhundert          | barockes Schaftkreuz, 18. Jahrhundert                                                      | BW                             |
| Wegekreuz                             | Greverath, südöstlich des Ortes an der L 49 im Tal des Gladbachs Lage | 16. oder 17. Jahrhundert | nachgotisches Nischenkreuz, 16. oder 17. Jahrhundert, (nachträglich) bezeichnet 1866       | BW                             |
| Wegekreuz                             | Greverath, südöstlich des Ortes an der L 49 im Tal des Gladbachs Lage | 1814                     | Schaftkreuz, bezeichnet 1814                                                               | BW                             |

## Ehemalige Kulturdenkmäler
| Bezeichnung | Lage                           | Baujahr                           | Beschreibung                                                                              | Bild |
| ----------- | ------------------------------ | --------------------------------- | ----------------------------------------------------------------------------------------- | ---- |
| Quereinhaus | Niersbach, Köhlerstraße 6 Lage | erste Hälfte des 19. Jahrhunderts | Quereinhaus, erste Hälfte des 19. Jahrhunderts; abgebrochen und aus Denkmalliste gelöscht | BW   |